# Daltonia tuberculosa
Daltonia tuberculosa är en bladmossart som beskrevs av Edwin Bunting Bartram 1942. Daltonia tuberculosa ingår i släktet Daltonia och familjen Daltoniaceae. Inga underarter finns listade i Catalogue of Life.